# آرژانتیوس

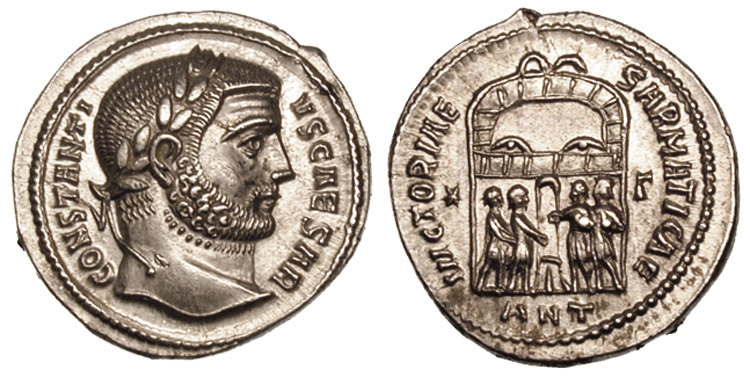
آرژانتیوس با ضرب کنستانتیوس کلوروس با وزن ۳٫۳۶ گرم.

آرژانتیوس (انگلیسی: Argenteus) یک سکه نقره بود که توسط امپراتوری روم از زمان اصلاح سکه دیوکلتیان در سال ۲۹۴ پس از میلاد تا حدوداً ۳۱۰ بعد از میلاد تولید شد. وزن و ظرافت آن مشابه دناریوس زمان نرون بود.